# Pararhabdodon
Pararhabdodon ("podobný rodu Rhabdodon") byl kachnozobý dinosaurus, žijící na konci křídového období na území současného Španělska.

## Popis
Pararhabdodon byl středně velký hadrosaurid, dosahující v nedospělém věku délky kolem 5 až 6 metrů. Rozměry plně dorostlých a dospělých exemplářů však nejsou známé. Žil v období pozdní křídy na území dnešního Španělska (souvrství Tremp). Patří k posledním žijícím dinosaurům, známým z území Evropy. Objeveny byly části lebky i postkraniální kostry, které pomohly určit, že se jednalo o zástupce tribu Tsintaosaurini. Tento středně velký hadrosaurid byl objeven roku 1987, další fosilní materiál byl odkryt roku 1994. Jak se ukázalo, jde o prvního lambeosaurina, známého ze "starého" kontinentu. Blízkým příbuzným tohoto rodu byl zřejmě čínský Tsintaosaurus nebo evropský Koutalisaurus.
Objev nových exemplářů ukázal, že tito hadrosauridi dosahovali v dospělosti pravděpodobně téměř stejných rozměrů, jako jejich severoameričtí a asijští příbuzní. Rychlost jejich růstu však byla menší, proto dorůstali do plné velikosti podstatně později (to lze vysvětlit menším predačním tlakem).

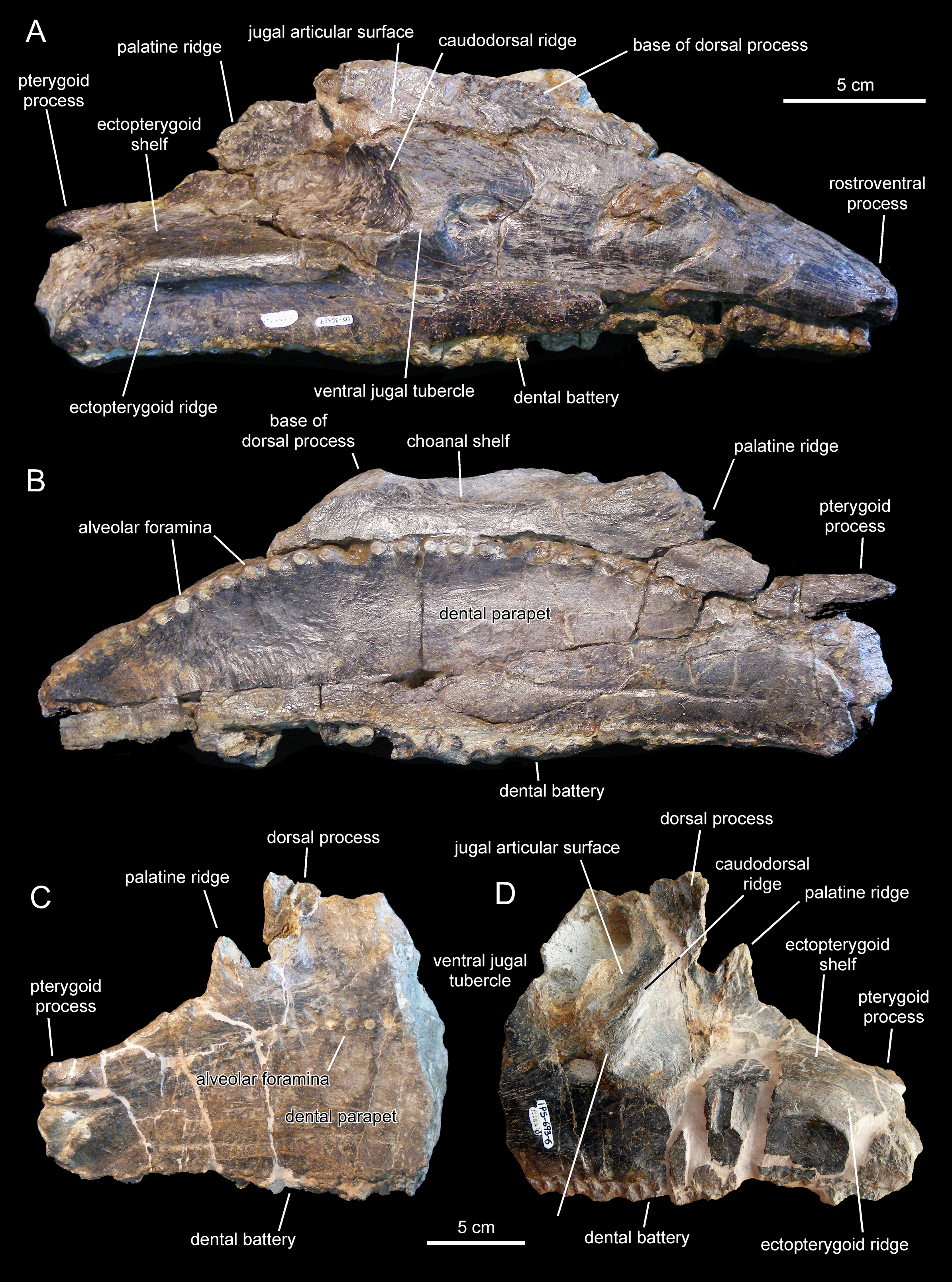
Fragmenty horních čelistí pararabdodona.